# GSC9038-1350
GSC9038-1350 — хімічно пекулярна зоря спектрального класу B9, що має видиму зоряну величину в смузі V приблизно  9,7.

## Пекулярний хімічний склад
Зоряна атмосфера GSC9038-1350 має підвищений вміст 
Si
.